# Las tres puertas
Las tres puertas fue un programa de televisión de entrevistas emitido en La 1 y La 2 entre el 2 de febrero de 2022 y el 5 de abril de 2023. El programa estaba producido y dirigido por la periodista María Casado a cargo de la productora Teatro Soho Televisión de Antonio Banderas.
Finalizó su primera temporada el 13 de abril de 2022, después de 10 programas en emisión. El 15 de agosto de 2022 se anunció la renovación del programa por una segunda temporada, que cambiaría su emisión a La 2.

## Formato
El nombre del programa responde a las tres puertas o filtros de Sócrates, las tres preguntas que toda persona se debe formular antes de decir algo: ¿es verdad?, ¿es bueno?, ¿aporta algo? En el programa, atravesar esas tres puertas será imprescindible para darle el verdadero valor a la palabra. Las tres puertas tendrá cada semana varios invitados que tengan cosas que contar y propondrá charlas sinceras y sencillas poniendo en valor la palabra y la reflexión. Personas que sean marca España y también personajes internacionales de diferentes disciplinas: gente de referencia en las artes, la ciencia, el empresariado, el deporte, la divulgación, la enseñanza, la moda y la gastronomía.

## Equipo

### Presentadora
| Temporada    | 1    | 2    | 3    |
| Año          | 2022 | 2023 | 2024 |
| ------------ | ---- | ---- | ---- |
| María Casado |      |      |      |

## Temporadas y audiencias

### Temporada 1 (2022)
| Programa  | Invitados | Fecha de emisión | Audiencia      |
| --------- | --- | ---------------- | -------------- |
| 1x01 (1)  | Antonio Banderas, Carmen Posadas, Nathy Peluso, Mario Alonso Puig y Sara Búho                                | 02/02/2022       | 789 000 (6,4%) |
| 1x02 (2)  | Mario Vargas Llosa, Paula Echevarría, Jorge Lorenzo, Gloria Trevi y Laura Rojas Marcos                       | 09/02/2022       | 580 000 (4,9%) |
| 1x03 (3)  | Carmen Machi, Edurne Pasabán, Ana Mena, Daniela Santiago, Miriam González y Elvira Sastre                    | 16/02/2022       | 562 000 (4,6%) |
| 1x04 (4)  | Iñaki Gabilondo, Ana Locking, Miguel Ángel Muñoz, María José Llergo, José Antonio Marina y Juan Carlos Unzué | 23/02/2022       | 606 000 (4,9%) |
| 1x05 (5)  | José Sacristán, Raquel Sánchez Silva, Pedro Ruiz, Defreds, Beatriz Luengo y Yotuel Romero                    | 02/03/2022       | 700 000 (5,4%) |
| 1x06 (6)  | Isabel Coixet, Victoria Castillo, Xavier Sardá, Lolita Flores, José Mercé y Antonio Orozco                   | 09/03/2022       | 664 000 (5,3%) |
| 1x07 (7)  | Boris Izaguirre, Ona Carbonell, Nieves Álvarez, Loles León y María Peláe                                     | 16/03/2022       | 683 000 (5,7%) |
| 1x08 (8)  | Ana Duato, María Galiana, Pablo Rivero, Irene Visedo, Mercedes Milá, Carlos Herrera y Vanesa Martín          | 23/03/2022       | 872 000 (7,3%) |
| 1x09 (9)  | Rosalía, Marian Rojas Estapé, Juana Acosta y Ana Milán                                                       | 30/03/2022       | 950 000 (7,9%) |
| 1x10 (10) | Antonio Resines, Malú, Luz Casal y Paz Padilla                                                               | 13/04/2022       | 865 000 (7,4%) |

### Temporada 2 (2023)
| Programa  | Invitados                                                | Fecha de emisión | Audiencia      |
| --------- | -------------------------------------------------------- | ---------------- | -------------- |
| 2x01 (11) | Manuel Carrasco, Aitana Sánchez-Gijón y Albert Espinosa  | 11/01/2023       | 245 000 (1,7%) |
| 2x02 (12) | Pablo López, Yolanda Ramos y Teresa Perales              | 18/01/2023       | 358 000 (2,3%) |
| 2x03 (13) | Antonia San Juan, Macaco y Jero García                   | 25/01/2023       | 297 000 (2,0%) |
| 2x04 (14) | Omar Montes, Esther Cañadas y Silvia Congost             | 01/02/2023       | 363 000 (2,5%) |
| 2x05 (15) | Pastora Soler, Javier Castillo 'Poty' y Patricia Ramírez | 08/02/2023       | 340 000 (2,3%) |
| 2x06 (16) | Inés Hernand, Antonio Najarro y Ramoncín                 | 22/02/2023       | 275 000 (1,9%) |
| 2x07 (17) | Máximo Huerta, Toni Nadal y Nina                         | 01/03/2023       | 307 000 (2,0%) |
| 2x08 (18) | Mónica Cruz, Andrés Roca Rey y Nazareth Castellanos      | 08/03/2023       | 341 000 (2,3%) |
| 2x09 (19) | Marta Sánchez, Kike Sarasola y Vicky Martín Berrocal     | 15/03/2023       | 329 000 (2,3%) |
| 2x10 (20) | Juan y Medio, Irene Villa y Sara Baras                   | 22/03/2023       | 314 000 (2,2%) |
| 2x11 (21) | Lorenzo Caprile, Luis García Montero y Sole Gimenez      | 29/03/2023       | 324 000 (2,4%) |
| 2x12 (22) | Goya Toledo, Luis San Narciso y Alfred García            | 05/04/2023       | 188 000 (1,3%) |

## Audiencias

### La tres puertas: Temporadas
| Edición                             | Fecha | Cadena | Programas | Audiencia      |
| ----------------------------------- | ----- | ------ | --------- | -------------- |
| Las tres puertas: Primera temporada | 2022  | La 1   | 10        | 727 000 (6,0%) |
| Las tres puertas: Segunda temporada | 2023  | La 2   | 12        | 307 000 (2,1%) |
| Las tres puertas: Tercera temporada | 2024  | La 2   |           |                |